# Едуард Делингсхаузен
Едуард Карлович Делингсхаузен (на руски: Эдуард Карлович Деллингсгаузен) е руски офицер, генерал от пехотата, барон. Участник в Руско-турската война (1877-1878).

## Биография
Едуард Делингсхаузен е роден на 5 август 1824 г. в Естляндска губерния в семейството на потомствен дворянин, барон. Ориентира се към военното поприще. Завършва Морския кадетски корпус (1841). Служи във Военноморския флот, от който се уволнява по здравословни причини (1846). Постъпва в Сухопътните войски като прапорщик в Тенгинския пехотен полк.
Кавказката война (1847-1853) и Кримската война (1853-1856). Бие се храбро при обсадата на Силистра.
Назначен е за командир е на Нарвския пехотен полк (1853). Участва в потушаването на Полското въстание (1863 – 1864). Командир е на 11-а пехотна дивизия (1867) и 26-а пехотна дивизия (1869). Повишен е във военно звание генерал-лейтенант от 1871 г.
Участва в Руско-турската война (1877-1878). Двадесет и шеста пехотна дивизия е в състава на Русчушкия отряд с командир престолонаследника Александър Александрович. От 23 септември/5 октомври 1877 г. е командир на Чаиркьойския отряд в състав от 6 батальона, 8 ескадрона и 3 батареи, общо 6000 войника. Действаща между Русчушкия и Османпазарския отряд. Осигурява пътя Разград-Търново. През декември Русчушкия отряд е усилен до 39 000 войника и 156 оръдия. С част от силите поема основния удар на Сюлейман паша при битката при Елена, в неуспешен опит да подпомогне излизането на Осман паша от Плевен.
През заключителния период на войната е командир на Левия страничен отряд в състав от 12 батальона, 8 ескадрона и 38 оръдия. Преминава при трудни зимни условия Стара планина през Твърдишкия проход. Действува за разпокъсване и изолиране на османските сили в Южна България по направлението Сливен-Ямбол. На 5/17 януари 1878 г. освобождава Сливен, където е приветстван от Добри Чинтулов. На 17/29 януари неговите части първи влизат в Бургас. Генерал-губернатор на Адрианопол и командир на 11-и армейски корпус.
След войната последователно е командир на 3-ти армейски корпус (1879) и 14-и армейски корпус (1882). Повишен е във военно звание генерал от пехотата от 1885 г.